# Maesopsis eminii
Maesopsis eminii är en brakvedsväxtart. Maesopsis eminii ingår i släktet Maesopsis och familjen brakvedsväxter.

## Underarter
Arten delas in i följande underarter:
- M. e. berchemioides
- M. e. eminii

## Bildgalleri

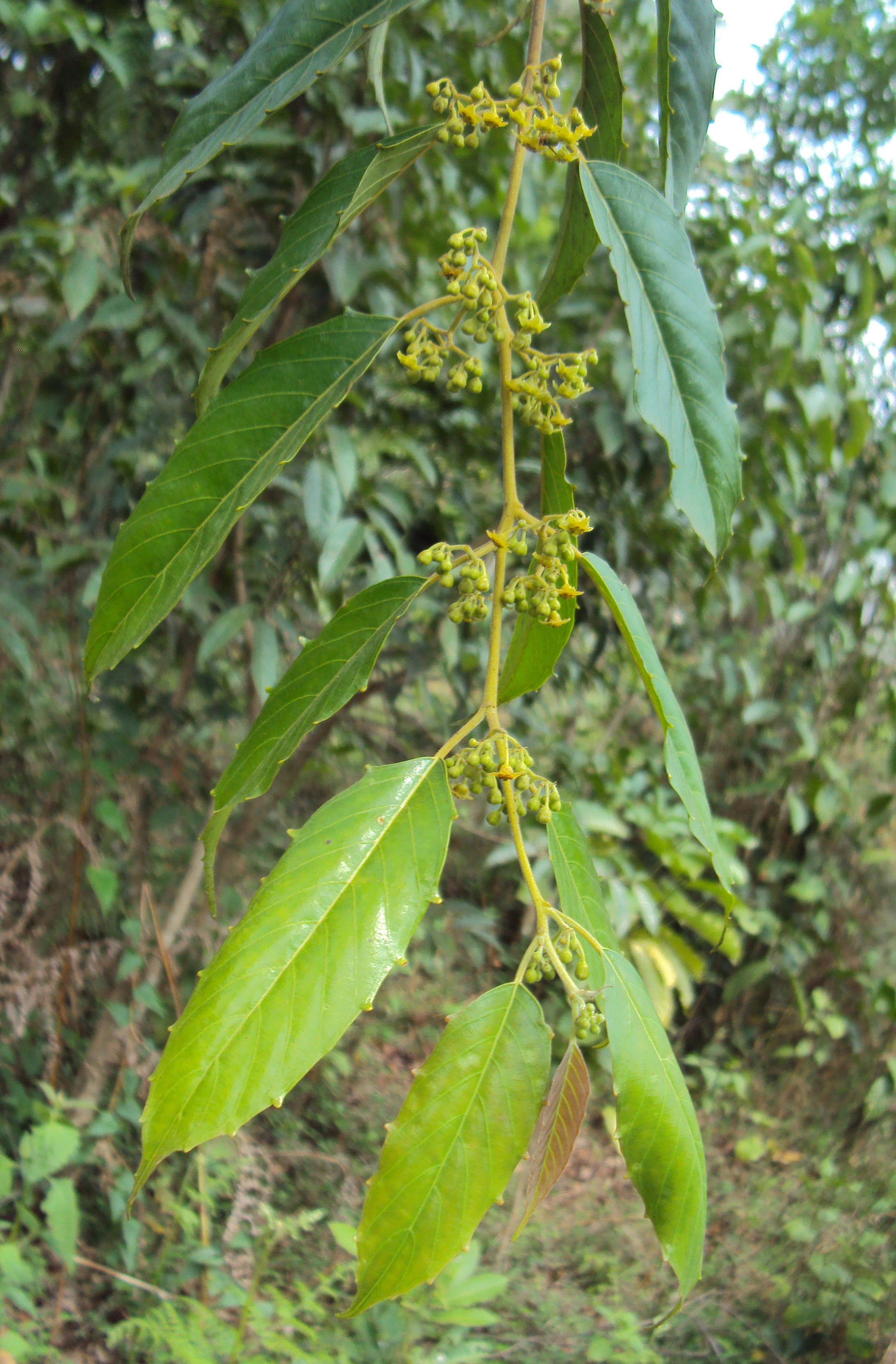
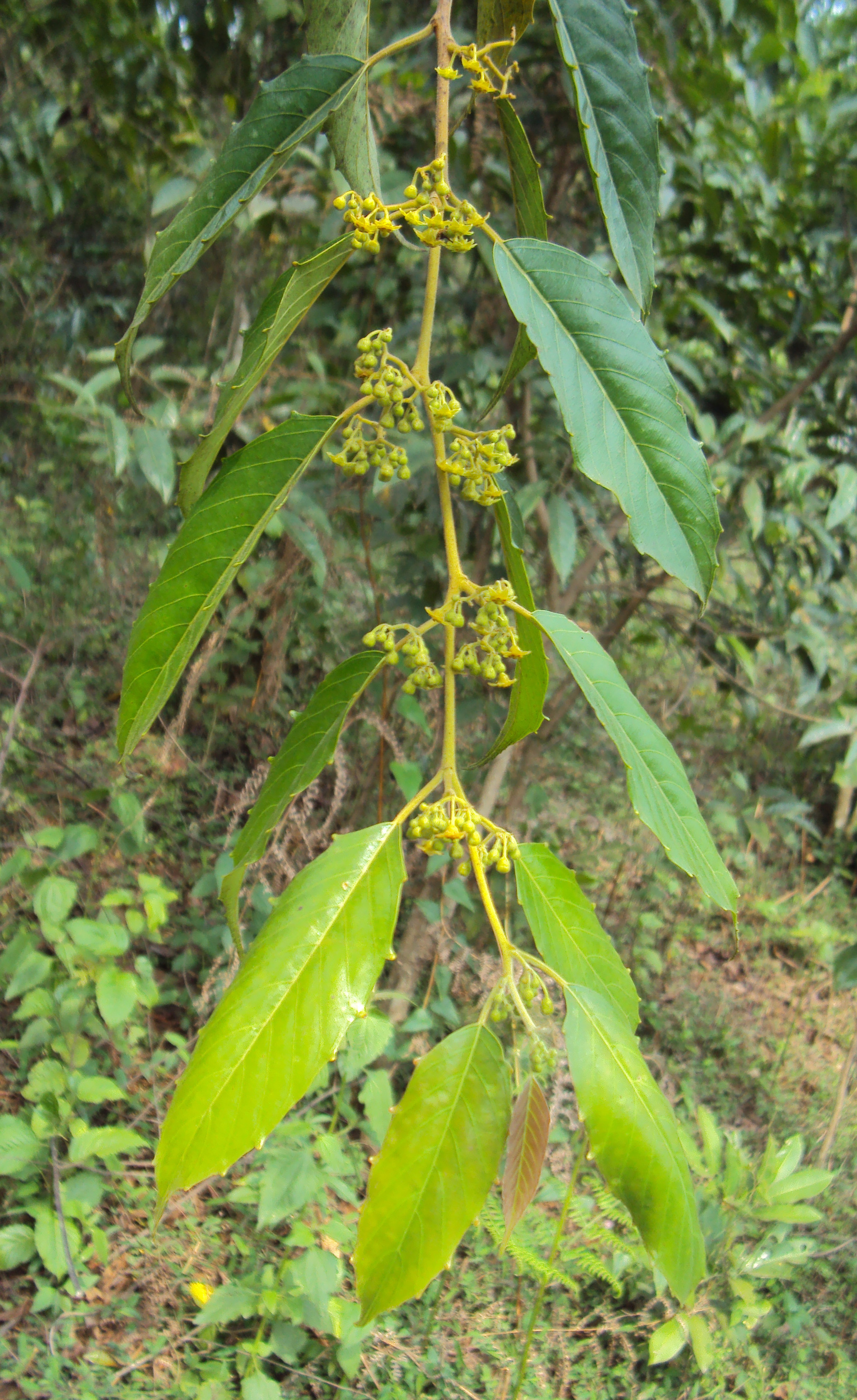
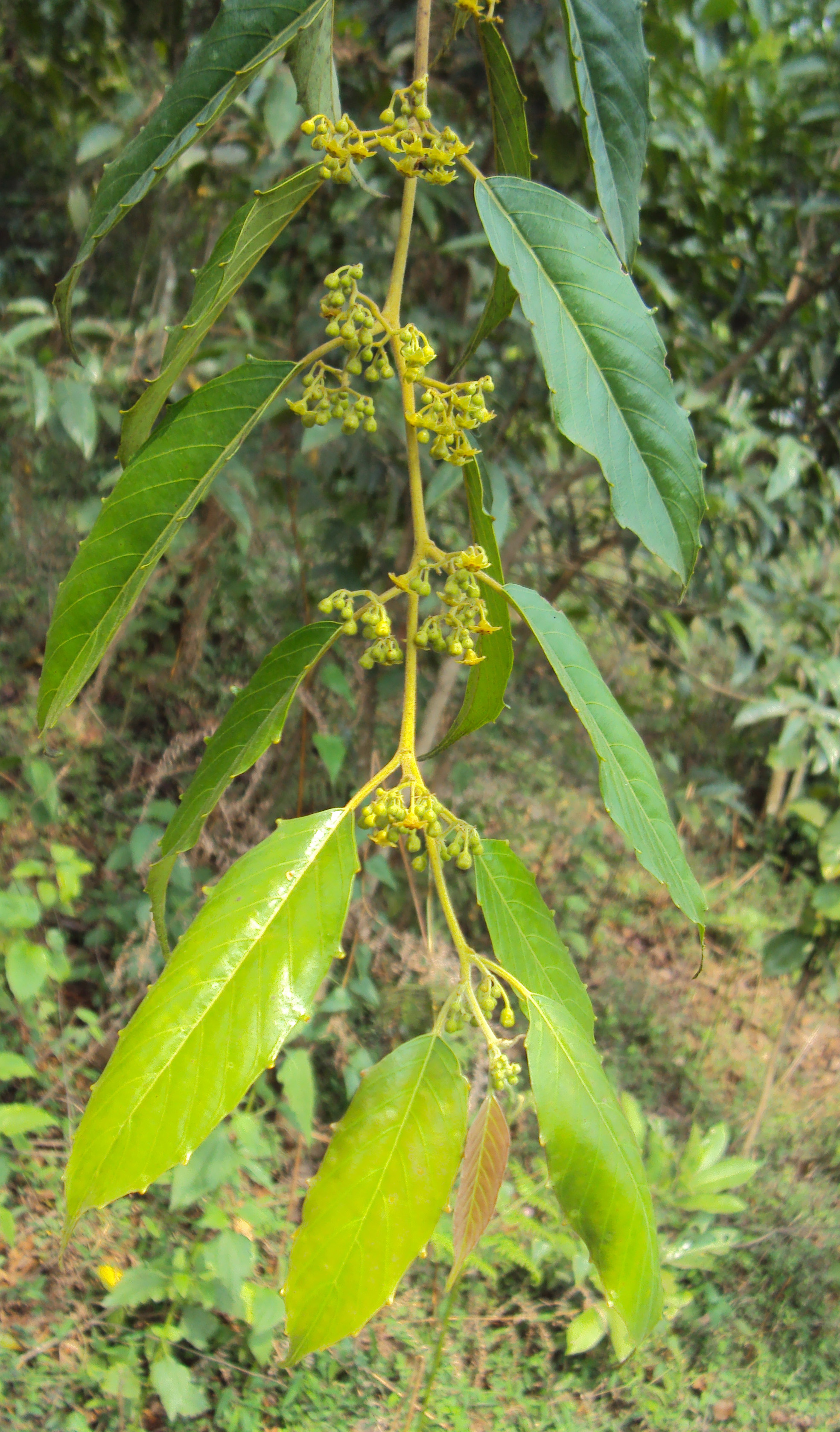
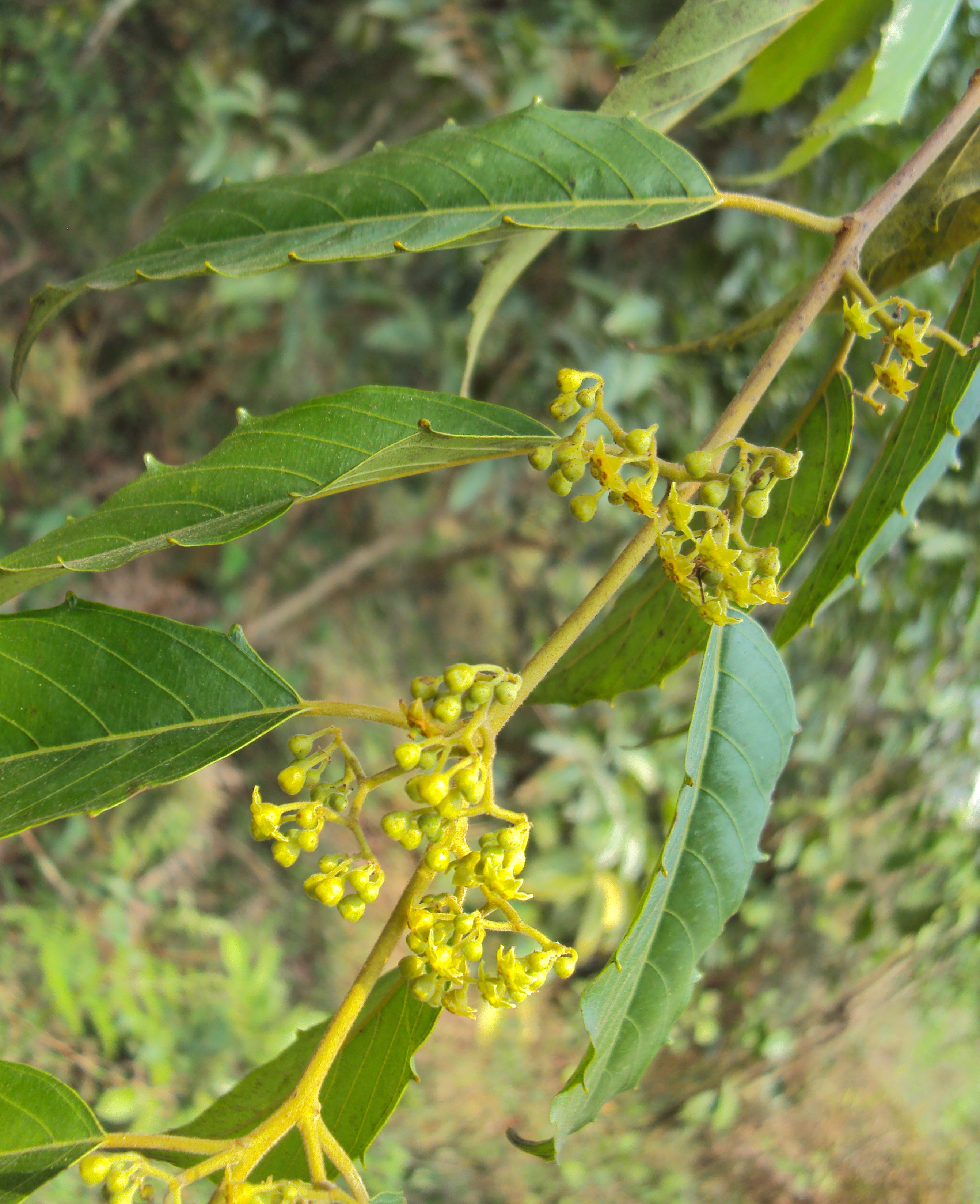
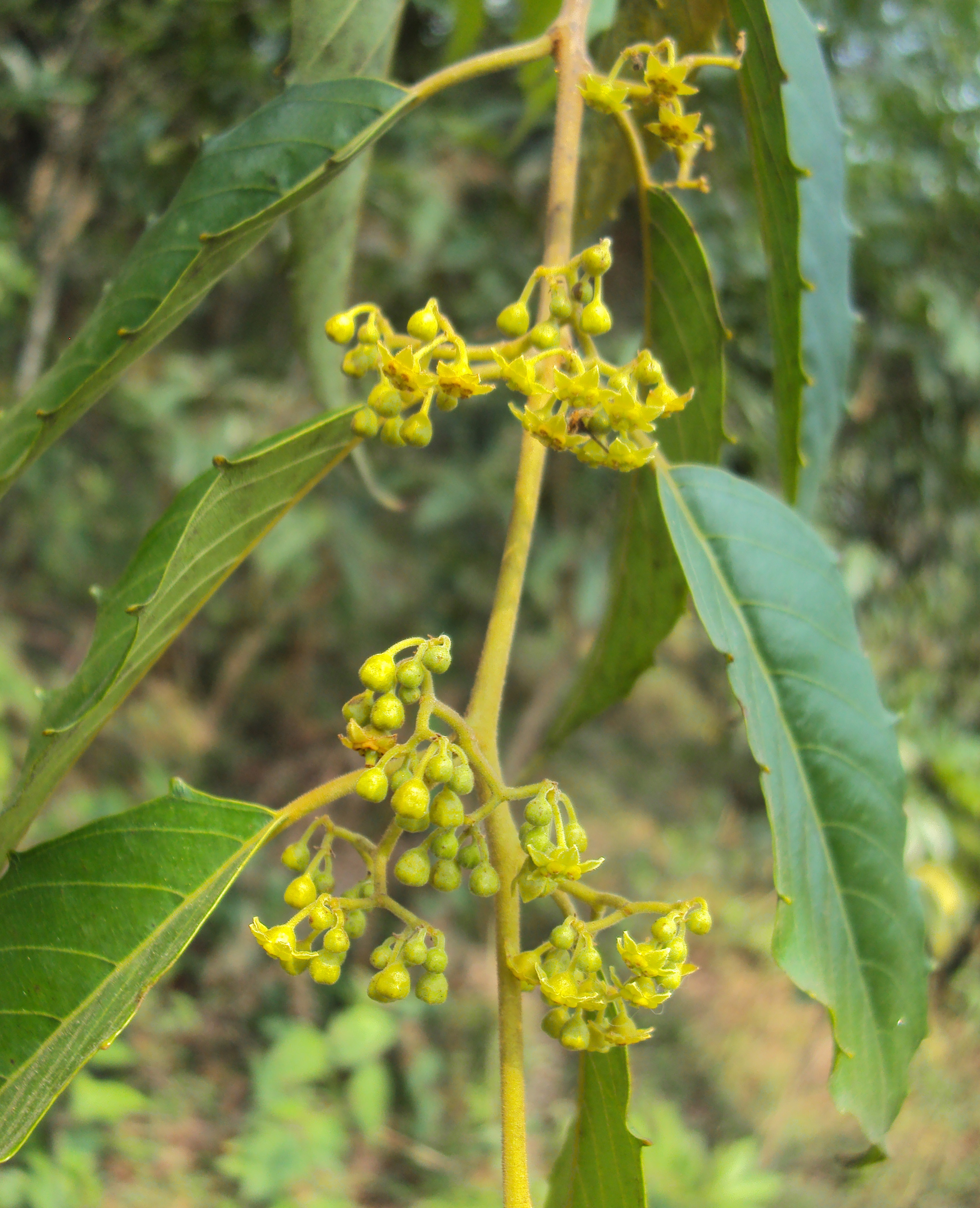
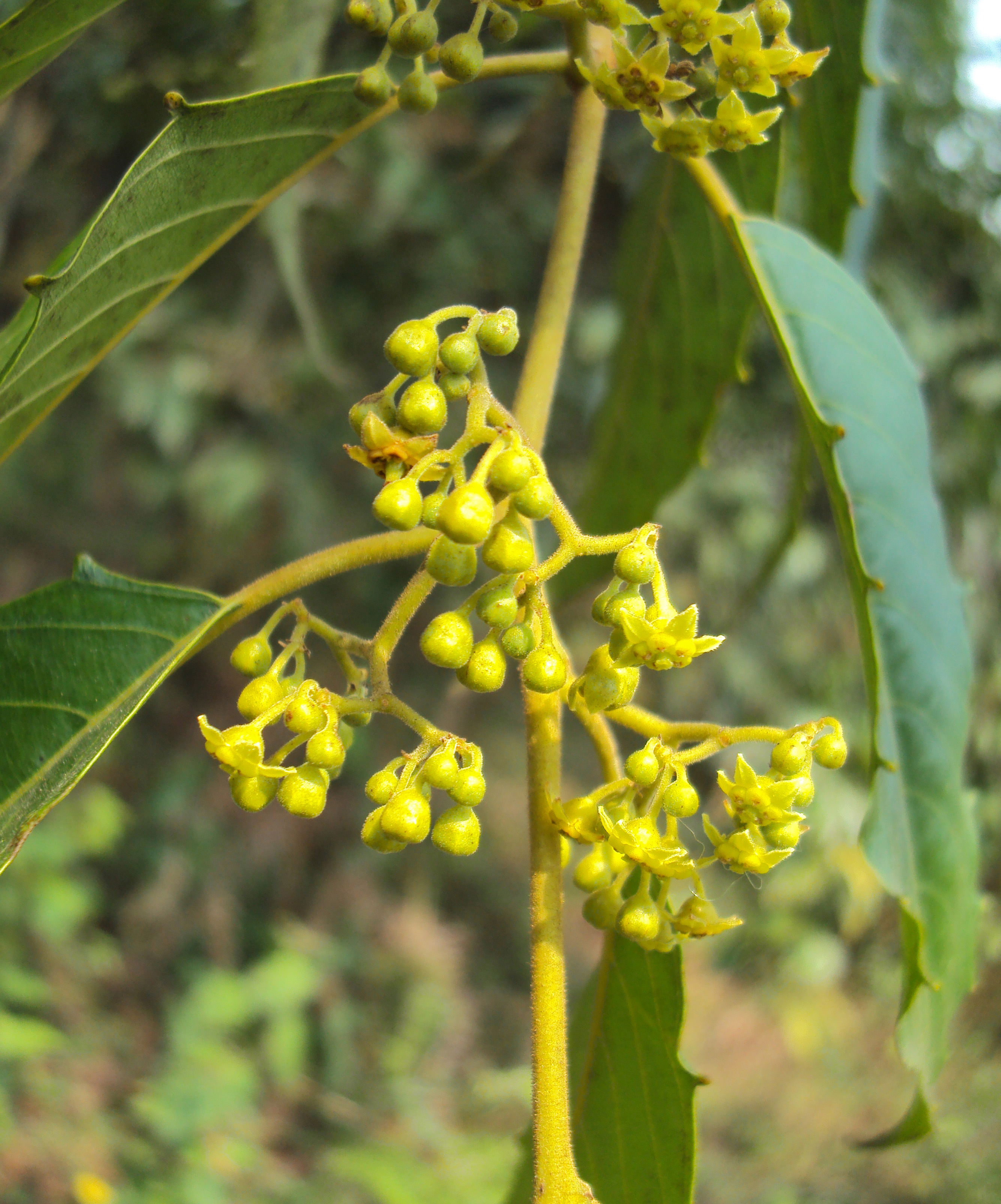